# Тимур-Шах Дуррани
Тиму́р-Шах Дуррани́ (1748 — 18 мая 1793) — второй шах Дурранийской державы, старший сын Ахмада-Шаха Дуррани. Правил с 16 октября 1772 года до своей смерти 18 мая 1793 года.

## Биография
Родился в городе Мешхеде (Иран). По национальности — пуштун. В 1757 году его отец, Ахмад-Шах Дуррани сделал его правителем Пенджаба и Кашмира, когда ему было всего 9 лет. Женившись на дочери императора Империи Великих Моголов Аламгира II, Тимур-Шах получил в управление область Сирхинд, но фактически, с мая 1757 до апреля 1758 года за него правит регент Джахан Хан.
Когда в 1772 году Тимур-Шах стал правителем всей страны, наместники неохотно подчинялись ему и поэтому бо́льшую часть своего правления он восстанавливал единую власть над страной. В 1776 году Тимур-Шах переносит столицу Дурранийской державы из Кандагара в Кабул. Войско Дурранийской империи во время правления Тимур-шаха состояло из 20 000 человек. Основным ядром его гвардии был отряд из 12 000 конных кызылбашей под командой сардара Мухаммед-хана Баята.

## Смерть
Тимур-Шах Дуррани скончался 18 мая 1793 года. После его смерти правителем стал его сын, Земан-шах.